# François Girard
François Girard (nascut el 12 de gener de 1963) és un director i guionista francocanadenc de Montreal. Nascut a Saint-Félicien (Quebec), la carrera de Girard va començar al circuit de vídeo artístic de Montreal. El 1990, va produir el seu primer llargmetratge, Cargo; va aconseguir el reconeixement internacional després dels seus Thirty Two Short Films About Glenn Gould (1993), una sèrie de vinyetes sobre la vida del pianista prodigi Glenn Gould. El 1998, va escriure i dirigir The Red Violin, que segueix la propietat d'un violí vermell durant diversos segles. The Red Violin va guanyar un Oscar a la millor banda sonora original, tretze Premis Genie i nou Premis Jutra.
També ha dirigit diverses obres per a l'escena, com ara la Simfonia dels salms de Stravinski, Oedipus Rex i Novecento d'Alessandro Baricco al Festival Internacional d'Edimburg; El procés de Kafka, adaptada per a l'escenari per Serge Lamothe al National Arts Centre, Ottawa; l'oratori Lost Objects a la Acadèmia de Música de Brooklyn; Siegfried a Toronto; i The Lindbergh Flight i The Seven Deadly Sins, primer a Lió i després a Edimburg. Girard també ha produït un espectacle de residència per a Cirque du Soleil, Zed, a Tòquio i Zarkana, que es va estrenar a Radio City Music Hall a Nova York l'estiu de 2011.
El 2013, la Metropolitan Opera de Nova York va obrir una nova producció de Parsifal de Richard Wagner dirigida per Girard. La producció va rebre una aclamació gairebé universal de la crítica i del públic.
Els seus crèdits per televisió inclouen Le dortoir, Peter Gabriel's Secret World i The Sound of the Carceri, un dels sis episodis de Yo Yo Ma Inspired by Bach.

## Filmografia
- Cargo (1990)
- Thirty Two Short Films About Glenn Gould (1993)
- The Red Violin (1998)
- Seda (2007)
- Boychoir (2014)
- Hochelaga, Terre des âmes  (2017)
- La cançó dels noms oblidats (2019)